# Clovis Trouille
Camille Clovis Trouille (La Fère, 24 ottobre 1889 – Parigi, 24 settembre 1975) è stato un pittore francese.
Anticlericale e antimilitarista, restò traumatizzato dalla prima guerra mondiale e si definì anarchico. Espresse un erotismo universale, e il disprezzo verso le grandi correnti dominanti.

## Biografia
Clovis Trouille frequentò la scuola delle belle arti di Amiens dal 1905 al 1910. Durante quel periodo, nel 1907, ottenne il primo Premio delle Belle arti della città di Amiens per l'opera La Jeune Fille blonde.
Al termine cominciò a lavorare come illustratore per la casa di moda Draeger e collaboratore alla stampa locale. Richiamato alle armi, combatté al fronte nel 1914.
Nel 1920 Trouille sposò Jeanne Vallaud, da cui ebbe due figli. Nel 1925 a Parigi iniziò a lavorare come restauratore e decoratore di manichini da vetrina. Nel tempo libero dipingeva tele nelle quali ridicolizzava il potere attraverso l'erotismo e l'umore macabro, rivendicando anticlericalismo e antimilitarismo. La sua pittura, che esaltava anche il colore, lo accostava al surrealismo; notato nel 1930 da André Breton e da Louis Aragon, Trouille divenne simpatizzante del gruppo surrealista, pur dichiarandosi indipendente da tutti i movimenti e da tutte le scuole, e proclamando di seguire soltanto la propria individualità. I surrealisti non gli negarono tale diritto che i surrealisti, e continuarono a sostenerlo. Breton, in particolare, lo definì il "grande cerimoniere di tutto ciò che è permesso".
Nel 1930 uno dei quadri di Trouille, Remembrance, eseguito nello stesso anno, venne esposto al Salon degli artisti e degli scrittori rivoluzionari e riprodotto nel dicembre 1931 sul terzo numero della rivista Le Surréalisme au service de la révolution.
Negli anni trenta il nome di Trouille, insieme a quello di Jeanne Besnard-Fortin, di Julio González e di Emmanuel Mané-Katz, venne associato alla reazione contro il conformismo dei Salons ufficiali, e l'artista fu fra gli iniziatori delle esposizioni dei Surindépendants. Nei periodi compresi fra il 1933 e il 1935 e il 1941 e il 1952 l'artista espose regolarmente le proprie opere al Salon des surindépendants e al Salon des Indépendants.
Il 12 ottobre 1951 Trouille appose la propria firma alla "Dichiarazione preliminare" del manifesto di "Surrealismo e anarchismo" pubblicata su Le Libertaire, che in particolare giudicava complementari la "lotta per il cambiamento delle strutture sociali e l'attività dei surrealisti per la trasformazione delle strutture mentali": "la loro unione deve affrettare l'avvento di un'epoca libera da tutte le gerarchie e da ogni costrizione".
Grande ammiratore di Tiziano e di Giorgione, con il tempo Clovis Trouille rivendicò l'influenza del Rinascimento sulla propria produzione artistica e si allontanò dal surrealismo. La sua opera si collegava anche alla cultura di massa, e in particolare al fumetto e al kitsch.
Trouille si dimostrava riluttante alla vendita delle proprie tele: anche quando acconsentiva a separarsene, non di rado tentava di recuperarle per aggiungere particolari: un personaggio, degli oggetti, o semplicemente un piccolo miglioramento estetico. L'artista inoltre non nutriva interesse verso la gloria, e ciò causò la sua scarsa notorietà; del resto egli stesso dichiarò: "non ho mai lavorato con lo scopo di ottenere un gran premio a una qualsiasi Biennale di Venezia, ma piuttosto per meritare dieci anni di prigione e ciò mi sembrava più interessante". Ciononostante non mancò chi prese spunto dalla sua opera: nel 1969 lo spettacolo teatrale Oh! Calcutta! di Kenneth Tynan alludeva allo stesso malizioso gioco di parole presente nel titolo del dipinto di Trouille Oh ! Calcutta ! Calcutta !.

## Opere
Accolto fra i surrealisti, Trouille condivise l'utilizzo della narrazione onirica e attinse al medesimo repertorio di immagini iconoclastiche e provocatorie. Tuttavia l'artista non si dedicò all'esplorazione del subconscio bensì preferì un approccio brusco e senza rammarico agli oscuri poteri della sessualità, insieme all'esultante, vistosa e quasi propagandistica critica della Chiesa.
Il disprezzo per la Chiesa quale istituzione corrotta fornì a Trouille l'ispirazione per molte opere, a partire da Remembrance (1930): La Momie Somnambule (1942), Dialogue au Carmel (1944), Le Magicien (1944), Mon Tombe (1947). Il quadro iniziale, Remembrance, comunicava le intenzioni polemiche dell'autore attraverso la raffigurazione di un cardinale in giarrettiere e calze nere, di un accademico colpito in pieno viso dalla flatulenza di un animale, degli scheletri in uniforme con conigli bianchi fra le braccia. La croce di legno recante l'iscrizione 1914-1918, inoltre, costituiva un riferimento preciso alla guerra in cui i soldati venivano presi di mira "come conigli", mentre la Repubblica sovrastante doveva compiere complicate contorsioni per deviare lo sguardo dalle medaglie copiosamente elargite.
In alcune opere, come in Le Bateau ivre che propone lo stesso titolo della poesia di Arthur Rimbaud, Trouille utilizzò riferimenti letterari; in altre rese omaggio alla pittura classica, ad esempio con Le Rêve d’Alice (Il sogno di Alice) nei confronti del Pellegrinaggio a Citera di Antoine Watteau. L'umorismo costituiva un ulteriore elemento spesso presente nelle tele di Trouille, reso ad esempio nel ritrarre il proprio funerale (Mes funérailles), o nell'utilizzo di giochi di parole nei titoli.
Le opere rientranti nel filone dell'umorismo, compresa quella di Trouille, secondo lo studioso Jean-Philippe Dubois rappresenterebbero testimonianze della "vitalità e della resistenza dello spirito umano alle prove della vita e della realtà", per "vincere la sofferenza, la depressione, la disperazione e la morte, o almeno difendersene".
I funerali stessi costituirebbero talvolta occasione di riso, magari al posto delle lacrime: dolore e senso d'impotenza potrebbero scatenare la reazione, come nel "quadro in cui l'affiliato surrealista Clovis Trouille dipinse Cristo in preda al riso nella navata di una cattedrale, palesemente davanti a ciò che di tanto paradossale aveva potuto provocare il suo messaggio. L'effetto umoristico deriva dall'espressione del contrasto o dell'inadeguatezza in particolare fra l'ostilità dell'universo e la derisione delle azioni umane rispetto a tale fardello. Il che porterebbe quasi a chiedersi se Dio stesso non possieda un certo umorismo".
Clovis Trouille era anzitutto un artigiano, che rifiutò lo statuto di pittore, in base alla logica tutta personale riassunta nella frase "né Dio né maestro" che lo differenziava da altri artisti, frase di Breton ripresa dallo stesso Clovis nel quadro Naufrage.